# Phan Thiết
Phan Thiết è una città Vietnamita, capoluogo della provincia di Binh Thuan, situata nella regione di Dong Nam Bo, nel sud del Paese.